# Đảo Hoàng tử Edward
Đảo Hoàng tử Edward (tiếng Anh: Prince Edward Island, viết tắt: PEI; tiếng Pháp: l'Île-du-Prince-Édouard) là một tỉnh bang của vùng miền đông của Canada. Đây là tỉnh bang nhỏ nhất của Canada về diện tích và dân số, nhưng lại có mật độ dân cư đông đúc nhất. Đảo được đặt theo tên của Hoàng tử Edward Augustus của Anh. Tỉnh bang nằm trong một hình chữ nhật nằm khoảng 46-47° vĩ độ bắc và 62-64°30' kinh độ tây. Là một phần của vùng đất truyền thống của người Miꞌkmaq, vùng đất này đã bị thuộc địa hoá bởi người Pháp vào năm 1604 và sau đó được nhượng lại cho người Anh sau khi kết thúc Chiến tranh Bảy năm vào năm 1763. Năm 1873, nó đã gia nhập vào Canada với tư cách một tỉnh bang. Thủ phủ của tỉnh bang là Charlottetown.

## Tên gọi
Hòn đảo được biết đến trong ngôn ngữ của những cư dân bản địa lịch sử Mi'kmaq là Abegweit hoặc Epekwitk, tạm dịch là "vùng đất nằm trong sóng".
Khi hòn đảo là một phần của thuộc địa Acadia được thực dân Pháp đến định cư, tên tiếng Pháp trước đây của nó là Île Saint-Jean (Đảo St. John). Trong tiếng Pháp, hòn đảo ngày nay được gọi là Île-du-Prince-Édouard.
Do cái tên thuộc địa ban đầu của Pháp, những người Scotland nhập cư biết đến hòn đảo này với cái tên bằng tiếng Gaelic Scotland là Eilean a 'Phrionnsa (gọi tắt là "Đảo của Hoàng tử", dạng địa phương của từ còn lại là' Eilean a 'Phrionnsa Iomhair / Eideard') hoặc Eilean Eòin cho một số người nói tiếng Gaelic ở Nova Scotia, mặc dù không có trên PEI (theo nghĩa đen, "Đảo của John" liên quan đến tên tiếng Pháp trước đây của hòn đảo).
Sau khi người Anh tiếp quản lãnh thổ, vào năm 1798, họ đặt tên thuộc địa đảo theo tên của Hoàng tử Edward, Công tước xứ Kent và Strathearn (1767–1820), con trai thứ tư của Vua George III và là cha của Victoria của Anh. Hoàng tử Edward đã được gọi là "Người Cha của Hoàng gia Canada". Các địa danh trên đảo sau đây cũng được đặt theo tên của Công tước xứ Kent:
Prince Edward Battery, Công viên Victoria, Charlottetown
Cao đẳng Kent, được thành lập vào năm 1804 bởi Thống đốc Edmund Fanning và Hội đồng Lập pháp của ông, sau này ngôi trường trở thành Đại học Đảo Prince Edward
Phố Kent, Charlottetown
Trường tiểu học West Kent
Phố Kent, Georgetown

## Lịch sử
Trước khi người châu Âu đến định cư, các dân tộc bản địa Mi'kmaq đã sinh sống tại Đảo Hoàng tử Edward như một phần của khu vực Mi'kma'ki. Họ đặt tên cho Đảo là Epekwitk, có nghĩa là 'nằm trên những con sóng'; Người châu Âu biểu thị cách phát âm là Abegweit, một tên khác là Minegoo. Truyền thuyết của người Mi'kmaq cho rằng hòn đảo được hình thành bởi vị Thần linh vĩ đại đã đặt một hòn đất sét hình lưỡi liềm màu đỏ sẫm trên mặt biển. Ngày nay, Có hai cộng đồng người bản địa Mi'kmaq trên hòn đảo. Lịch sử Canada vẫn sống mãi và được kỷ niệm ở Charlottetown. Hội nghị Charlottetown vào năm 1864 là cuộc họp đầu tiên để cuối cùng đã dẫn đến việc tuyên bố tự trị của Canada vào năm 1867. Do cuộc họp này, thành phố Chalottetown ngày nay được biết đến như là nơi khai sinh ra Liên bang.

### Thuộc địa của Pháp
Năm 1534, Jacques Cartier là người châu Âu đầu tiên đã nhìn thấy đảo Hoàng tử Edward. Năm 1604, Vương quốc Pháp từng bước khai phá và thiết lập thuộc địa Pháp Acadia trong đó có Đảo Hoàng tử Edward. Hòn đảo được người Pháp đặt tên là Île Saint-Jean. Người Mi’kmaq đã không bao giờ thừa nhận sự thống trị của Pháp nhưng vẫn chào đón người Pháp như một đồng minh và đối tác thương mại.
Trong thế kỷ thứ 18, người Pháp rơi vào cuộc mâu thuẫn kéo dài với Vương quốc Anh. Nhiều cuộc chiến đã diễn ra và Đảo Hoàng tử Edward cũng là một chiến trường trong giai đoạn này. Kết quả cuối cùng, người Pháp chịu nhiều thất bại và buộc phải nhượng lại hòn đảo và hầu hết lãnh thổ Tân Pháp tại Bắc Mỹ cho người Anh theo Hiệp định Paris năm 1763.

### Thuộc địa của Anh
Ban đầu, người Anh đặt tên hòn đảo là St. John’s Island và chịu quyền kiểm soát như một phần của Nova Scotia đến khi được tách ra vào năm 1769. Giữa thập kỷ 1760, một nhóm khảo sát đã phân chia hòn đảo thành 67 phân khu. Ngày 1/7/1767, những tài sản này được phân bổ cho những người ủng hộ vua George III bằng cách bốc thăm.
Năm 1853, chính quyền hòn đảo đã thông qua Đạo luật mua bán đất đai, đạo luật này đã trao quyền mua bán đất đai cho những chủ sở hữu và bán lại cho những người định cư với giá vừa phải. Kế hoạch này đã phá sản khi nguồn tài chính hạn hẹp đã khiến cho họ không thể tiếp tục mua bán được. Đất đai tại Đảo Hoàng tử Edward thật sự màu mỡ và là chìa khóa dẫn tới sự ổn định kinh tế cho hòn đảo trong thời gian sau này.

### Gia nhập Liên bang
Tháng 9/1864, Đảo Hoàng tử Edward là nơi tổ chức Hội nghị Charlottetown, một trong những cuộc họp đầu tiên trong quá trình dẫn tới Nghị quyết Québec và sự hình thành Canada năm 1867. Nhưng Đảo Hoàng tử Edward đã không đồng thuận với các điều khoản hợp nhất để gia nhập liên bang Canada vào năm 1867 và lựa chọn tiếp tục là thuộc địa của Vương quốc Anh. Cuối thập niên 60 của thế kỷ 19, hòn đảo đứng trước nhiều lựa chọn, bao gồm việc trở thành một quốc gia tự trị hoặc trở thành một tiểu bang của Hoa Kỳ.
Năm 1871, Đảo Hoàng tử Edward bắt đầu xây dựng đường sắt và giao thương với Hoa Kỳ, điều này làm cho Vương quốc Anh không mấy hài lòng. Năm 1873, Thủ tướng Canada là Sir John A. Macdonald phải đối mặt với chủ nghĩa bành trướng của Hoa Kỳ và vụ bê bối Pacific đã thỏa thuận với Đảo Hoàng tử Edward gia nhập liên bang Canada. Liên bang thừa nhận các khoản nợ từ việc xây dựng đường sắt và đồng ý mua lại từ những chủ nhân vắng mặt để giải phóng hòn đảo khỏi những hợp đồng thuê đất từ người dân mới nhập cư. Cuối cùng Đảo Hoàng tử Edward tham gia Liên bang Canada vào ngày 1/7/1873.
Với kết quả tổ chức thành công Hội nghị Charlottetown, Đảo Hoàng tử Edward được xem như là nơi khai sinh ra Canada. Được kỷ niệm bởi một vài công trình, trong đó có cây Cầu Liên Bang (xây dựng năm 1993 đến 1997). Vào ngày 31 tháng 5 năm 1997, Đảo Hoàng tử Edward đã cử hành lễ khánh thành chính thức chiếc cầu. Chiếc cầu dài 12,9 km bắc qua eo biển Northumberland đã tạo điều kiện dễ dàng cho việc lưu thông từ đất liền đến đảo, ngoài phương tiện phà và máy bay.

## Địa lý
Đảo Hoàng tử Edward là một hòn đảo tọa lạc trên vịnh St. Lawrence. Nằm ở phía tây của đảo Cape Breton, phía Bắc của bán đảo Nova Scotia và phía đông của New Brunswick, phía nam giáp với eo biển Northumberland. Hòn đảo có 2 khu vực đô thị lớn: Khu vực xung quanh cảng Charlottetown nằm ở trung tâm hòn đảo bao gồm thủ phủ Charlottetown và các thị trấn ngoại ô Cornwall và Stratford. Một khu đô thị nhỏ hơn ở khu vực cảng Summerside ở bờ biển phía nam cách Charlottetown 40 km về hướng tây.Bờ biển của Đảo Hoàng tử Edward là sự kết hợp giữa những bãi biển, đụn cát, đất đỏ với vô số vịnh và hải cảng. Mặc dù có diện tích nhỏ và khu vực nông thôn chiếm đa số, nhưng Đảo Hoàng tử Edward lại có mật độ dân số cao nhất tại Canada.
Đảo Hoàng tử Edward có khí hậu ôn đới và bị ảnh hưởng trực tiếp bởi đại dương bao quanh. Vì vậy, khí hậu tại đảo tương đối ôn hòa hơn so với lục địa do có dòng biển nóng từ vịnh St. Lawrence chảy qua. Khí hậu tại Đảo Hoàng tử Edward thay đổi quanh năm, có những mùa khí hậu giữa các ngày khác nhau và không có kiểu thời tiết cụ thể nào kéo dài lâu. Vào mùa đông, khí hậu tương đối lạnh và kéo dài nhưng tương đối ổn định hơn so với lục địa. Tỉnhnh bang hoàn toàn sử dụng nguồn nước mặt, nguồn nước có thể dùng để uống với xấp xỉ 305 giếng công suất cao. Những hệ thống hạ tầng cung cấp nước được lấp đặt từ năm 1888 vẫn còn tồn tại đến ngày nay.
Đảo Hoàng tử Edward từng có nai sừng tấm bản địa, gấu, tuần lộc, chó sói và các loài lớn hơn khác. Do nạn săn bắn và sự phá vỡ môi trường sống, những loài này không còn được tìm thấy trên đảo. Một số loài phổ biến là cáo đỏ, chó sói đồng cỏ, giẻ cùi xanh và rô phi. Chồn hôi và gấu trúc là những loài phi bản địa phổ biến. Các loài có nguy cơ bao gồm chim bìm bịp, cá chình Mỹ, dơi nâu nhỏ và bèo tấm bãi biển.
Một số loài là đặc hữu của tỉnh. Năm 2008, một loài ascomycete mới, Jahnula apiospora (Jahnulales, Dothideomycetes), đã được thu thập từ gỗ ngập nước trong một con lạch nước ngọt trên Đảo Prince Edward.
Cá voi Bắc Đại Tây Dương, một trong những loài cá voi quý hiếm nhất, từng được cho là hiếm gặp trong các vùng St. Lawrence cho đến năm 1994, đã cho thấy sự gia tăng đáng kể (tần suất hàng năm được phát hiện ở ngoài khơi Percé vào năm 1995 và tăng dần trên các khu vực kể từ năm 1998 ), và kể từ năm 2014, một số lượng cá voi đáng chú ý đã được ghi nhận xung quanh đảo Cape Breton đến Đảo Prince Edward, khoảng 35 đến 40 con cá voi được nhìn thấy ở những khu vực này vào năm 2015.

## Nhân khẩu
Theo Khảo sát hộ gia đình Quốc gia năm 2011, cộng đồng lớn nhất ở Đảo Hoàng tử Edward là con cháu của người Scotland (39.2%), tiếp theo đó là người Anh (31.1%), người Pháp (21.1%). Dân cư Đảo Hoàng tử Edward đa số là người da trắng, ngươi Hoa chiếm một phần nhỏ trong nhóm thiểu số khoáng 1.3% dân số.
Đại đa số dân của tỉnh bang nói tiếng Anh (94.9%), ngoài ra còn các ngôn ngữ khác như tiếng Pháp (3.5%), tiếng Hoa, tiếng Ả rập, tiếng Hà Lan, tiếng Đức…
Hai tôn giáo lớn nhất ở tỉnh là Đạo Công giáo (47%) và Đạo Tin lành (43%) theo khảo sát dân số năm 2011.

## Kinh tế
Nền kinh tế tỉnh bang chủ yếu dựa vào các ngành mùa vụ như nông nghiệp, đánh bắt thủy sản và dịch vụ du lịch. Đảo Hoàng tử Edward không phát triển mạnh trong các ngành công nghiệp nặng và sản xuất. Cavendish Farms là một trong những doanh nghiệp hiếm hoi có nhà máy sản xuất thực phẩm tại tỉnh bang. Kinhnh tế của một số cộng đồng ven biển tại tỉnh bang dựa trên việc đánh bắt ốc, sò, đặc biệt là uào, tôm hùm.
Nông nghiệp là ngành thống trị trong kinh tế của tỉnh bang kể từ thời thuộc địa. Năm 2015, nông nghiệp và sản xuất thực phẩm chiếm khoảng 7.6% GDP toàn tỉnh. Tỉnh bang có khoảng 240.000 ha dành cho nông nghiệp, chiếm khoảng 1/3 diện tích tỉnh bang. Năm 2016, số lượng trang trại vào khoảng 1.353, giảm 9.5% so với 5 năm trước. Sản lượng nông nghiệp chủ yếu là khoai tây, trái berry và rau xanh.
Kinh tế tỉnh bang đã phát triển mạnh trong thập kỷ vừa qua với sự đổi mới hiệu quả. Hàng không vũ trụ, công nghệ sinh học, công nghệ và truyền thông thông tin, năng lượng tái tạo được tập trung và đa dạng hóa. Công nghệ hàng không vũ trụ là ngành công nghiệp lớn thứ tư tỉnh bang, chiếm 25% giá trị xuất khẩu và đạt kim ngạch 355 triệu đô la Mỹ hàng năm.
Hiện nay, xấp xỉ 25% năng lượng điện của tỉnh bang sử dụng năng lượng tái tạo là điện gió. Chính quyền tỉnh bang đã ước tính sẽ tăng tỷ lệ sử dụng năng lượng tái tạo lên con số 50%.

## Chính quyền tỉnh bang
Chính quyền tỉnh bang có trách nhiệm trong các lĩnh vực chăm sóc sức khỏe, dịch vụ xã hội, giáo dục, phát triển kinh tế, ban bố luật lao động và luật dân sự.
Chính quyền Đảo Hoàng tử Edward được điều hành bởi nghị viện theo chế độ Quân chủ lập hiến, Quân chủ tại Đảo Hoàng tử Edward là người sáng lập các nhánh lập pháp, tư pháp và hành pháp trong tỉnh bang. Đứng đầu cho Chế độ quân chủ là Nữ hoàng Elizabeth II, người cũng là Quân chủ tại 15 quốc gia khác trong khối thịnh vương chung và 9 tỉnh bang khác tại Canada. Người đại diện cho Nữ hoàng tại Đảo Hoàng tử Edward là Thống Đốc Đảo Hoàng tử Edward, hiện là bà Antoinette Perry, chịu trách nhiệm hầu hết các công việc của Hoàng gia tại Đảo Hoàng tử Edward.
Sự tham gia của hoàng gia và những người đại diện vào việc điều hành công việc của tỉnh bang là rất hạn chế. Trên thực tế, quyền hành pháp được chỉ đạo bởi một Hội đồng điều hành chính quyền tỉnh bang, những thành viên trong Hội đồng này được bầu cử và lựa chọn bởi Thủ hiến tỉnh bang (hiện tại là ông Dennis King). Để ổn định quyền lực, Thống đốc sẽ chỉ đạo Đảng có số ghế cao thứ nhì trong nghị viện là Đảng Đối lập. Người dẫn đầu Đảng Đối lập sẽ là Người đối lập trung thành của Nữ Hoàng (hiện tại là ông Peter Bevan-Baker).

## Hành chính
Thủ phủ: Charlottetown
Đảo Hoàng tử Edward được chia thành ba quận trong lịch sử được sử dụng làm đơn vị hành chính cho chính quyền cấp tỉnh và trước thời kỳ thuộc địa (năm 1873).
Các quận không còn được sử dụng làm ranh giới hành chính cho chính quyền cấp tỉnh, tuy nhiên, chúng tiếp tục được Cơ quan Thống kê Canada sử dụng làm đơn vị điều tra dân số cho các mục đích thống kê trong việc quản lý điều tra dân số Canada.

### Phân vùng
Những ngọn đồi uốn lượn, rừng cây, những bãi biển cát trắng hơi đỏ, vịnh nhỏ đại dương và vùng đất đỏ nổi tiếng đã mang lại cho Đảo Hoàng tử Edward danh tiếng là một tỉnh có vẻ đẹp tự nhiên nổi bật. Do đó, chính quyền tỉnh đã ban hành luật để bảo tồn cảnh quan thông qua các quy định, mặc dù thiếu sự thực thi nhất quán.
Không có quy hoạch phân vùng và quy hoạch sử dụng đất trên toàn tỉnh. Theo Luật Quy hoạch của tỉnh, các khu tự quản có quyền lựa chọn chịu trách nhiệm về quy hoạch sử dụng đất thông qua việc xây dựng và thông qua các quy hoạch chính thức và luật sử dụng đất. 31 khu tự quản đã chịu trách nhiệm lập kế hoạch. Ở những khu vực mà các khu tự quản không chịu trách nhiệm lập kế hoạch, Tỉnh vẫn chịu trách nhiệm kiểm soát phát triển.

## Giáo dục
Tại Đảo Hoàng tử Edward, Hệ thống trường học công lập được chia thành hai nhóm: Những quận chuyên về trường Anh ngữ và quận chuyên về trường Pháp ngữ.
Có khoảng 10 trường phổ thông và 54 trường tiểu học trong nhóm trường Anh ngữ và 6 trường học nhiều cấp trong nhóm trường Pháp ngữ. Có 22% sinh viên ghi danh ở chương trình học song ngữ, đây là bậc học cao nhất tại tỉnh bang.
Có 3 học viện sau phổ thông được vận hành trong tỉnh bang, bao gồm 1 trường đại học và 2 trường cao đẳng. Đại học Prince Edward Island là trường đại học công lập duy nhất, và tọa lạc tại thành phố Charlottetown.

## Y tế
Tỉnh bang có một phân ban chịu trách nhiệm điều hành việc chăm sóc sức khỏe cho người dân gọi là Health PEI. Phân ban này nhận ngân sách để vận hành theo quy định của Sở Y tế và Sức khỏe Prince Edward Island.
Có 8 bệnh viện tại Prince Edward Island: Bệnh viện Queen Elizabeth, (Charlottetown), Bệnh viện Prince County (Summerside), Bệnh viện Kings County Memorial (Montague), Bệnh viện Community (O’Leary), Bệnh viện Souris (Souris), Bệnh viện Western (Alberton), Bệnh viện Hillsborough (Charlottetown) – bệnh viện tâm thần duy nhất tại tỉnh bang.
Chương trình chăm sóc sức khỏe toàn diện của tỉnh bang bao gồm từ chăm sóc sức khỏe cơ bản đến chăm sóc tại nhà, các biện pháp thể lực nâng cáo sức khỏe, phòng chống dịch bệnh… Tỉnh bang cũng tổ chức một số trung tâm sức khỏe gia đình tại vùng nông thôn và các đô thị nhỏ xa trung tâm.
Đảo Hoàng tử Edward là tỉnh bang duy nhất không cung cấp các dịch vụ phá thai trong hệ thống bệnh viện của họ. Ca phá thai cuối cùng là năm 1982 trước khi Bệnh viện Queen Elizabeth được thành lập.

## Giao thông
Giao thông vận tải của Đảo Hoàng tử Edward chủ yếu thông qua hệ thống hải cảng tại Charlottetown, Summerside, Borden, Georgetown và Souris kết hợp với hệ thống đường sắt, hai sân bay ở Charlottetown và Summerside để kết nội với lục địa Bắc Mỹ. Hệ thống đường sắt tại Đảo Hoàng tử Edward không được sử dụng đến từ năm 1989  để củng cố hệ thống đường cao tốc.
Năm 1997, Cây Cầu Liên Bang được khánh thành đã kết nối Borden, Carleton (Đảo Hoàng tử Edward) với Cape Jourimain (New Brunswick). Đây là cây cầu bắc qua biển đóng băng dài nhất thế giới, nó đã thay thế cho dịch vụ phà Marrine Atlantic. Tỉnh bang có hệ thống đường xá dày đặc nhất Canada.

## Văn hoá
Văn hóa truyền thống về nghệ thuật, âm nhạc và sự sáng tạo đã có nhiều hỗ trợ cho hệ thống giáo dục. Một số lễ hội nghệ thuật hàng năm như Lễ hội Charlottetown được tổ chức tại Trung tâm Nghệ thuật Liên Bang.
Lucy Maud Montgomery, sinh năm 1874 tại Clifton (New London) đã viết hơn 20 tiểu thuyết và nhiều truyện ngắn. Cuốn sách Anne of Green Gables lấy bối cảnh tại Cavendish, Prince Edward Island được xuất bản lần đầu tiên năm 1908.
Về thể thao, Đảo Hoàng tử Edward có những môn thể thao phổ biến như khúc côn cầu, đánh gôn, bóng rổ, đua ngựa, bóng chày, bóng đá, bóng bầu dục… Thể thao dưới nước cũng phổ biến vào giai đoạn hè.